# Патрік Шавель
Патрік Чавель (Шавель) фр. patʀik ɛovɛl, (народ. 1949 р. У Франції) — французький фотожурналіст, який спеціалізується на фотодокументалістиці воєнних конфліктів. Автор документальних фільмів, у тому числі 48h à Ramallah, Kamikaze 47, Cauchemares d'anfants tchétchènes, Rappoorteurs de guerres. У своїх роботах він документує події, злочини на фронтах світових конфліктів, від Ірландії, Камбоджі та Гаїті, до Ізраїлю та Чечні, у 2019 р. — в Україні і показує людей перед лицем смерті, нещастя, пригнічення та інших негараздів. Він був важко поранений кілька разів і часто бачив смерть в очах. Вважається людиною неймовірної мужності. Переможець престижної премії World Press Photo. Автор двох книг: War Reporter (2003) і Sky (2005). Консультант з виробництва фільмів Олівера Стоуна і Рідлі Скотта.

## Інтернет-ресурси
- Патрик Шавель